# Louise-Françoise-Angélique Le Tellier
 (mai 2018).
Si vous disposez d'ouvrages ou d'articles de référence ou si vous connaissez des sites web de qualité traitant du thème abordé ici, merci de compléter l'article en donnant les références utiles à sa vérifiabilité et en les liant à la section « Notes et références ».
Louise-Françoise-Angélique Le Tellier († 8 juillet 1719) est l'épouse d'Emmanuel-Théodose de La Tour d'Auvergne, duc de Bouillon. Elle est princesse de Turenne en janvier 1718.

## Famille
Elle a un fils, Godefroy Girault de La Tour d'Auvergne, duc de Château-Thierry (2 juillet 1719 – 29 mai 1732). 

## Titres
- 1700 - 4 janvier 1718 : Mademoiselle de Barbezieux.
- 4 janvier 1718 - 8 juillet 1719 : Madame la princesse de Turenne.